# Perissandria dizyx
Perissandria dizyx là một loài bướm đêm trong họ Noctuidae.